# Глион
Глион (фр. Glion) — деревня, расположенная в одном из самых живописных мест Швейцарской Ривьеры, впечатливших ещё в XVIII веке Жан-Жака Руссо. Известна, также, под названием «Глион над Монтрё» (фр. Glion-sur-Montreux), так как находится на высоком холме в пригороде Монтрё на высоте 700 метров над уровнем моря. С крытой колоннады местной церкви открывается один из самых красивых в Швейцарии видов на Женевское озеро, Шильонский замок и окружающие горные цепи.

## История курорта

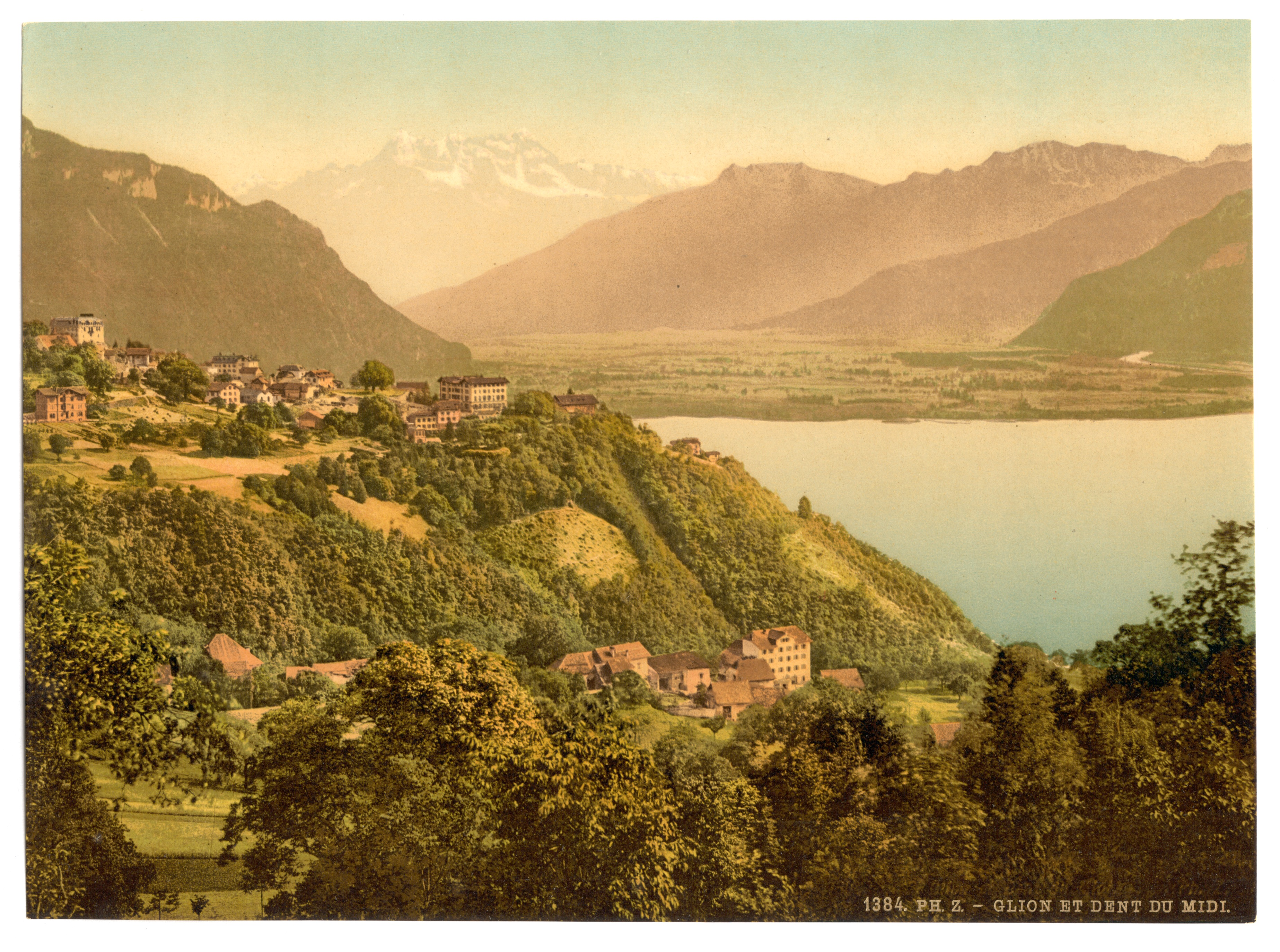
Вид на Глион, Женевское озеро и вершину Дент-дю-Миди. Конец XIX века

Отель «Виктория». Глион. Конец XIX века

Глион, как престижное место жизни и туристический курорт, стал популярен во второй половине XIX века. В 1854 году женевский богач Жак Мирабо (фр. Jacques Mirabeau ) для привлечения иностранных туристов построил в Глионе гостиничный пансионат в стиле «швейцарского шале». В 1866 году рядом было возведено более внушительное здание отеля (фр. Righi Vaudois).
В конце XIX века Глион начал застраиваться популярными с тех пор среди мировых знаменитостей санаториями, элегантными виллами и отелями в стиле ар-нуво (фр. art nouveau) и Венского сецессиона.
Владельцы отелей, ориентируясь на изысканный вкус постояльцев, украшали их великолепными салонами и террасами, позволяющими гостям любоваться окрестными видами. Интерьеры отеля «Виктория» (открыт в 1870-х годах), оформленные более чем 500 подлинными предметами из коллекции владельцев, создают эффект погружения в жизнь прекрасной эпохи (фр. Belle Époque).
В 1875 году в Глионе поселился А. Нестле.

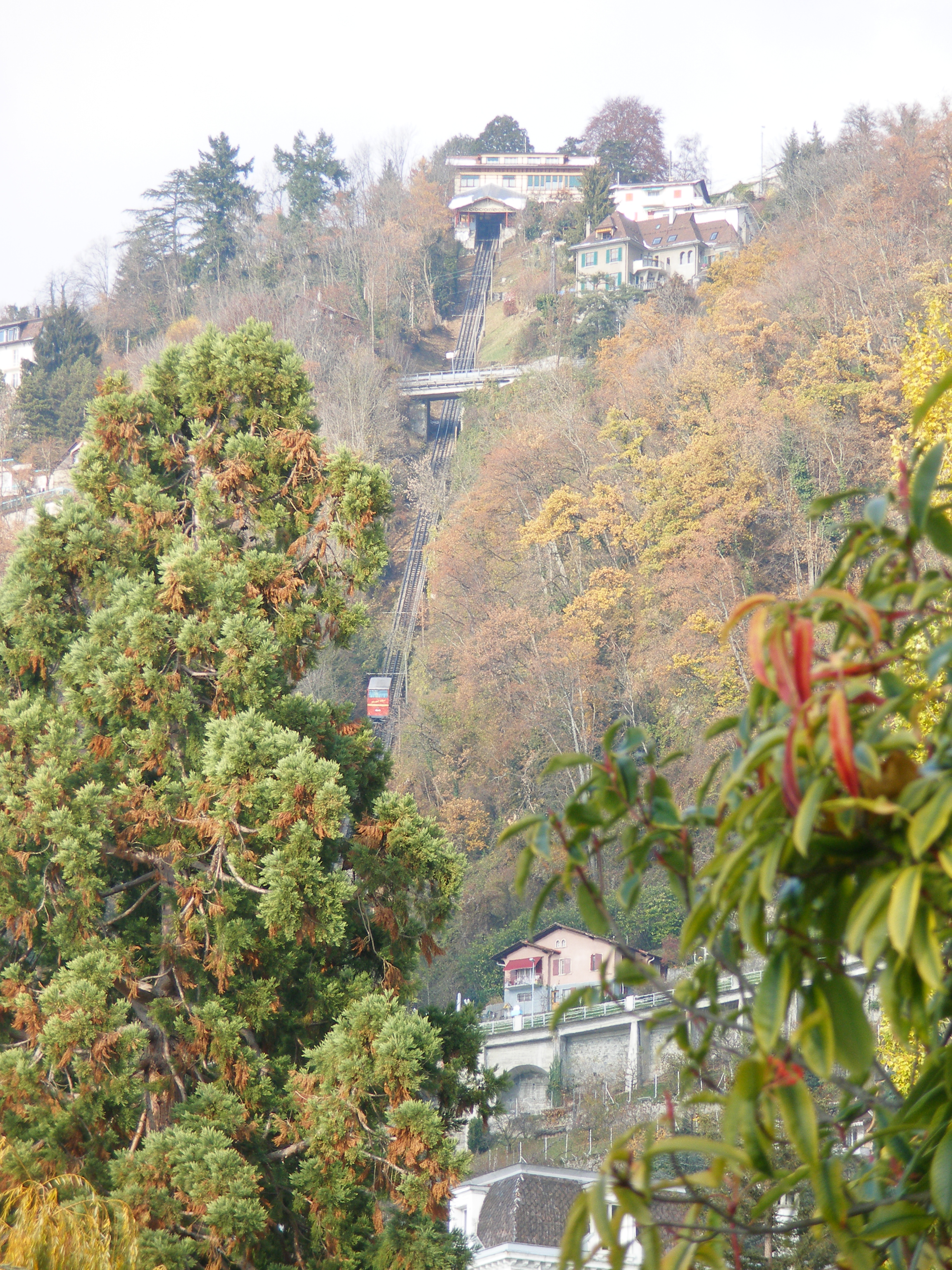
Глионский фуникулёр

В 1883 году между Глионом и Монтрё был построен один из старейших в Швейцарии фуникулёров (фр. Chemin de fer funiculaire Territet–Glion). Русский поэт С. Я. Надсон, лечившийся 1885 году в Швейцарии, в письме В. М. Гаршину из Монтрё называл фуникулёр «чёртовой таратайкой» — «вагон, с помощью особой машины взбирающийся по рельсам в 7 минут почти отвесно на высоту 888 ф., в деревеньку Глион».
По проложенному в Глионе по склону холма терренкуру любила прогуливаться австрийская императрица Елизавета, которая неоднократно приезжала на Швейцарскую Ривьеру в 1893—1897 годах и поднималась сюда на фуникулёре из Territet, где в 1902 году ей был установлен памятник.

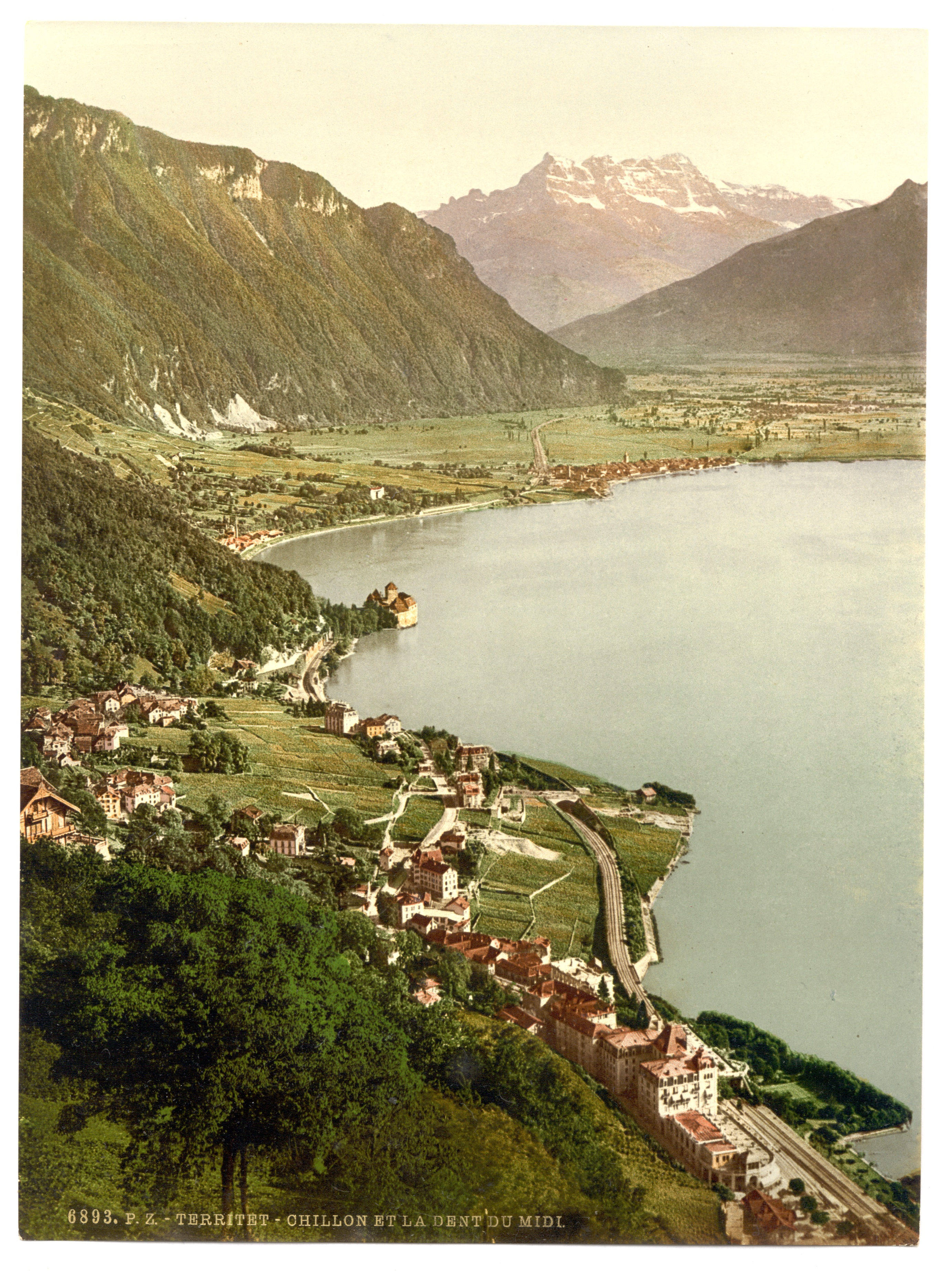
Вид на Шильонский замок из Глиона

В 1905 году доктор Г. А. Видмер, учитывая величественную красоту окружающей природы и благоприятное воздействие её на больных, открыл в Глионе клинику для лечения психических и неврологических расстройств.

## Железная дорога к Роше-де-Найе
Недалеко от Глиона находится одна из значимых для туристов горных вершин швейцарской Ривьеры — Роше-де-Найе (фр.  Rochers-de-Naye). К её смотровой площадке, открывающей панораму Женевского озера, кантонов Во, Вале и Бернских Альп, ведёт железная дорога Монтрё — Глион — Роше-де-Найе, (фр. Chemin de fer Montreux-Glion-Rochers de Naye).
Движение по ней было открыто в 1892 году сначала на участке от Глиона до Роше-де-Найе. В 1909 году второй участок дороги связал Глион с Монтрё. Общая длина одноколейной зубчатой дороги составляет 7,6 км, которые поезд преодолевает за 55 минут, поднимаясь на высоту более 2000 метров над уровнем моря.

## Приезжие из России
Мода на курорт со знаменитыми видами привлекала в Глион многочисленных гостей из России.
В 1857 году путешествовавший по Европе Л. Н. Толстой на несколько недель остановился в деревне Кларан — пригороде Монтрё. В одиночку и в группе со знакомыми русскими постояльцами местных пансионов, среди которых были Михаил Иванович Пущин с женой, дочери историографа Н. М. Карамзина — Екатерина Николаевна Мещерская и Елизавета Николаевна Карамзина, двоюродная тётка писателя Александра Андреевна Толстая, он знакомился с живописными окрестностями, в том числе и с Глионом. А. А. Толстая вспоминала о пешей экскурсии в Глион — «самый высокий пункт местности» над Монтрё:

«Взобравшись на гору в поте лица, мы нашли общую гостиную единственного тогда отеля битком набитую англичанами, американцами и всяким другим людом. После чаю Лев, не обращая никакого внимания на многочисленную публику, бесцеремонно уселся за фортепиано и требовал от нас, чтобы мы начали петь…, а Лев управлял нами в виде капельмейстера. …Мы пели „Боже, царя храни“, русские и цыганские песни — короче, все, что приходило на ум Льву Николаевичу»

В дневнике Л. Н. Толстой писал, что красота увиденного «через глаза вливалась мне в душу», но и порождала в нём противоречивые чувства:

«От Монтрё мы стали подниматься по лесенке, выложенной в виноградниках, прямо вверх в гору… вид озера, который все уже и уже и вместе с тем блестящее и картиннее открывался перед нами…

Красота природы всегда порождает … чувство не то радости, не то грусти, не то надежды, не то отчаяния, не то боли, не то наслаждения…

Я не люблю этих так называемых величественных знаменитых видов — они холодны как-то… и где-то там красивое что-то, подернутое дымкой дали. Но это что-то так далеко, что я не чувствую главного наслаждения природы, не чувствую себя частью этого всего бесконечного и прекрасного целого».

Ф. М. Достоевский, живший летом 1868 года в Веве рядом с Монтрё писал об окрестностях, что: «это одна из первых панорам в Европе. В самом роскошном балете такой декорации нету, как этот берег Женевского озера, и во сне не увидите ничего подобного. Горы, вода, блеск — волшебство. Рядом Монтрё и Шильон».
Бывавший в Кларане в 1877-1878 годах П. И. Чайковский не мог не отметить красоты окрестных видов: «…из окон у меня чудеснейший вид на озеро и Савойские горы, а слева на Montreux». И тем не менее  в дневниках он писал: «Среди этих величественно прекрасных видов и впечатлений туриста я всей душой стремлюсь в Русь, и сердце сжимается при представлении её равнин, лугов, рощей…».
В 1906 году по дороге в Америку в Глионе останавливались Максим Горький и М. Ф. Андреева — в отеле «Мон-Флери» (фр. «Mont Fleury»), в котором в с февраля по июль того же жил Леонид Андреев. Здесь, 20 марта 1906 года, они подписали воззвание «К рабочим Швейцарии» с просьбой помочь русским безработным «посильным моральным и материальны содействием… Русский рабочий народ решил бороться до полной победы над своим врагом. Помогите ему ускорить битву».
В августе 1909 года в санатории (фр. «L’Abri») недалеко от нижней станции Territet фуникулёра, соединявшего Глион с Монтрё жил с матерью поэт О. Э. Мандельштам.

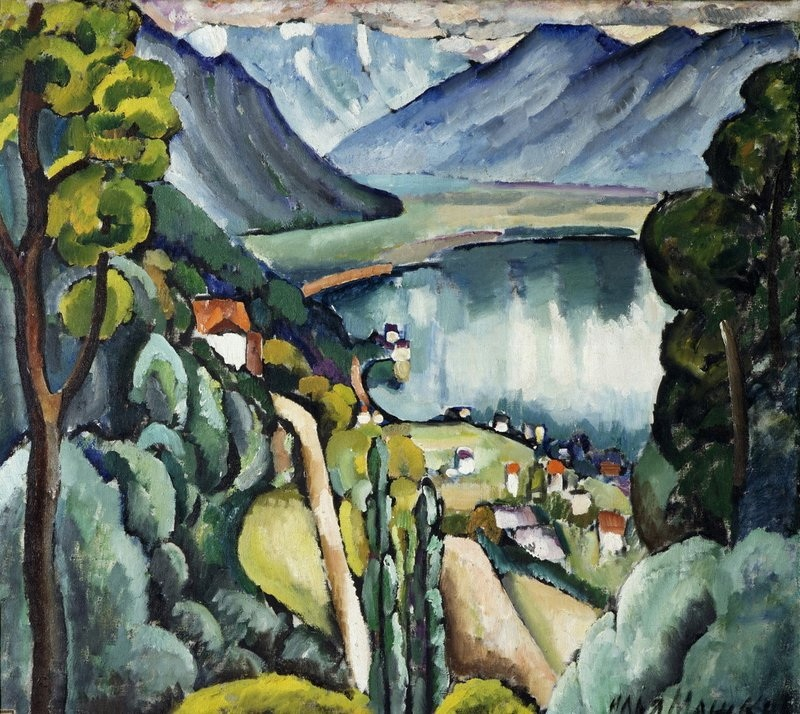
И. И. Машков.
Женевское озеро. Глион

Летом 1914 года художник И. И. Машков заезжал в Швейцарию и написал картину с видом Глиона и Женевского озера.
Осенью 1915 года Андрей Белый полтора месяца работал в Глионе над повестью «Котик Летаев». Писатель упоминает Глион в очерках, написанных в 1916 году для газеты «Биржевые ведомости».
В Глионе в клинике «Вальмонт» лечился поэт Рильке. Осенью 1926 года его секретарём стала Е. А. Черносвитова, родители которой переехали в 1913 году из России в Швейцарию, чтобы излечить дочь от туберкулёза. Получившая хорошее образование и знавшая пять языков, Е. А. Черносвитова в течение двух месяцев была помощницей, стенографировала и вела корреспонденцию поэта, который доверил ей связанную с Россией часть личного архива. После смерти Рильке М. И. Цветаева писала Черносвитовой: «Вы пробыли с ним два месяца, а умер он всего две недели назад. Возьмите на себя огромное и героическое дело: восстановите эти два месяца с первой секунды знакомства, с первого впечатления, внешности, голоса и т. д.»
Летом 1927 года в Глионе отдыхал композитор С. В. Рахманинов с женой.
В клинике Глиона в сентябре 1976 года, почти за год до кончины, две недели лечился проживший в Монтрё около 16 лет В. В. Набоков.
В начале 1980-х годов в Глионе жил балетмейстер С. М. Лифарь.

### Вилла Рибопьера
В принадлежавшей с XIX века семье Рибопьер (фр.  de Ribaupierre) вилле, унаследованной с 1923 года российскими князьями Кантакузенами, был открыт семейный пансион, который действовал до начала 1970-х годов. Нуждающимся русским эмигрантам средства для пребывания в нём выделял Красный Крест. Некоторые из бывших постоянных жителей пансиона покоятся на местном кладбище.
Для многих эмигрантов из России пансион был хранителем традиций далёкой родины. «Для русификации» в него на летнее время приезжали их потомки из разных уголков мира — Европы, Америки, Африки.
В пансионе в детстве бывал епископ Амвросий, родители которого тоже жили в Глионе.
На вилле Рибопьер в 1932 году родился историк искусств А. Р. Небольсин.
В пансионе провёл несколько лет племянник жены владельца виллы — Екатерины Александровны Кантакузен — Пётр Нарышкин, живущий после окончания швейцарского университета в Южной Африке.

## Школа гостиничных менеджеров

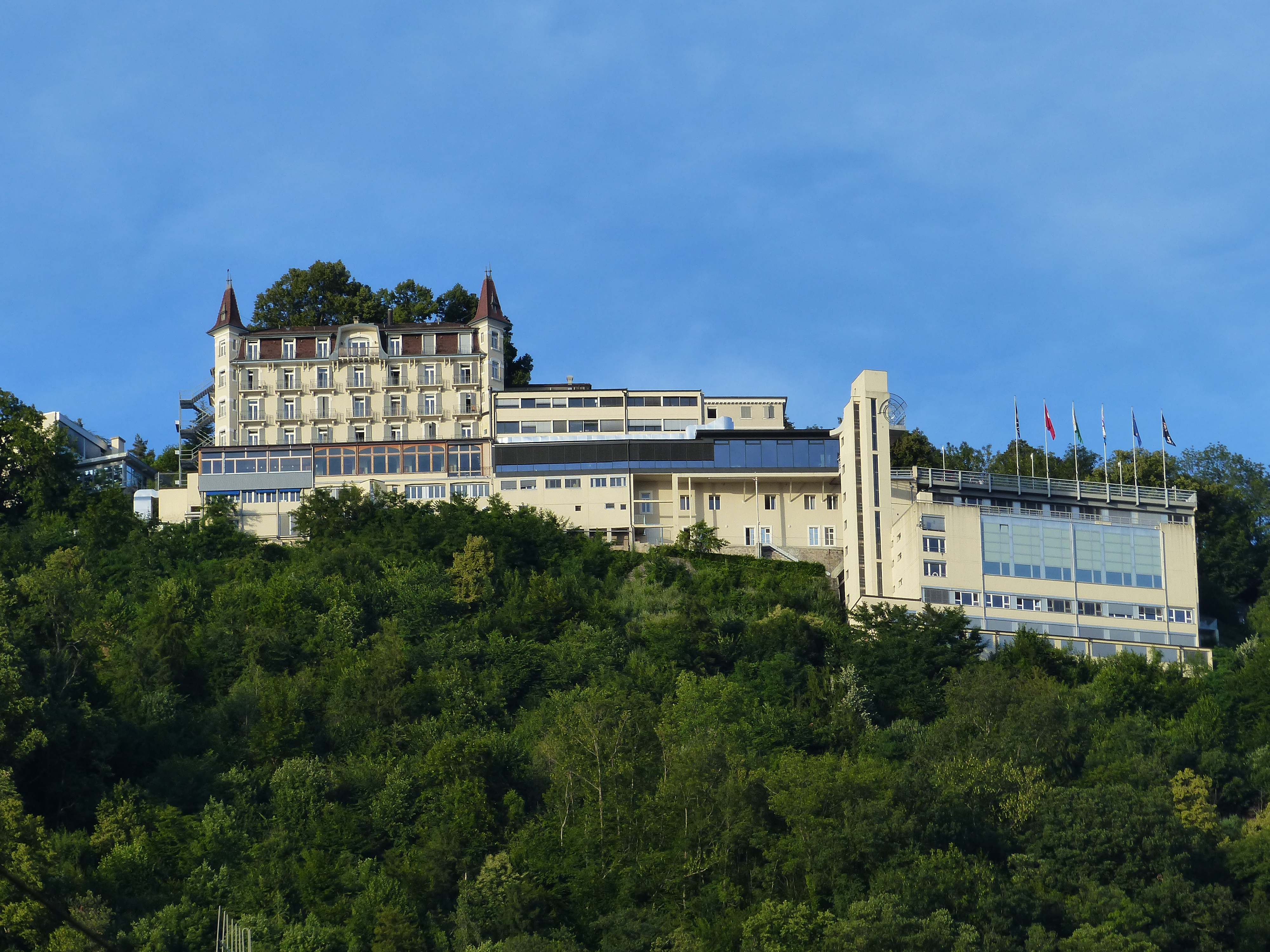
Школа гостиничного менеджмента. Глион

С 1962 года в Глионе функционирует международная школа гостиничного менеджмента (англ. Glion Hotel School), выпускники которой работают в 85 странах мира.